# Минківка
Ми́нківка — село в Україні, у Валківській міській громаді Богодухівського району Харківської області. Населення становить 443 осіб. До 2020 орган місцевого самоврядування — Минківська сільська рада.

## Географія
Село Минківка знаходиться на початку балок Кислякова і Куций Яр, за 10 км від м. Валки, на відстані 2 км від сіл Лисконоги, Рудий Байрак, Яхременки, Гребінники і Манили. Частина села, відокремлена від основної частини садами, раніше називалася Божки.

## Історія
Дата першої згадки - 1734 рік. 
За даними на 1864 рік у казенній слободі Валківського повіту Харківської губернії мешкало 479 осіб (243 чоловічої статі та 236 — жіночої), налічувалось 110 дворових господарств, існували православна церква та училище.
Станом на 1885 рік у колишній власницькій і державній слободі, центрі Минківської волості, мешкало 571 особа, налічувалось 571 дворове господарство, існували православна церква, школа, 2 лавки, відбувались 3 ярмарки на рік.
За переписом 1897 року кількість мешканців зросла до 797 осіб (372 чоловічої статі та 425 — жіночої), з яких всі — православної віри.
Під час організованого радянською владою Голодомору 1932—1933 років померло щонайменше 167 жителів села.
12 червня 2020 року, розпорядженням Кабінету Міністрів України № 725-р «Про визначення адміністративних центрів та затвердження територій територіальних громад Харківської області», увійшло до складу Валківської міської громади.
19 липня 2020 року, в результаті адміністративно-територіальної реформи та ліквідації Валківського району, село увійшло до складу Богодухівського району.
У 2021 році погруддя Чапаєву, яке стояло у центрі села переробили на козака Мина - засновника села. 

## Відомі уродженці села
- Матвієнко Андрій Якович (псевдо «Криниця», «Зір») (1919—1949) — крайовий провідник СБ ОУН(б) Карпатського краю, молодший лейтенант РСЧА.
- Минко Василь Петрович (1902—1989) — письменник, журналіст.
- Мінько Микола Григорович (1902—1937) — український письменник, жертва червоного терору.